# 청띠신선나비
청띠신선나비는 네발나비과의 나비로, 청띠신선나비속(Kaniska)의 유일종이다. 애벌레의 먹이식물은 청가시덩굴과 청미래덩굴이며, 네발나비 애벌레처럼 가시모양 돌기가 있다. 성충 상태로 월동한다.

## 사진

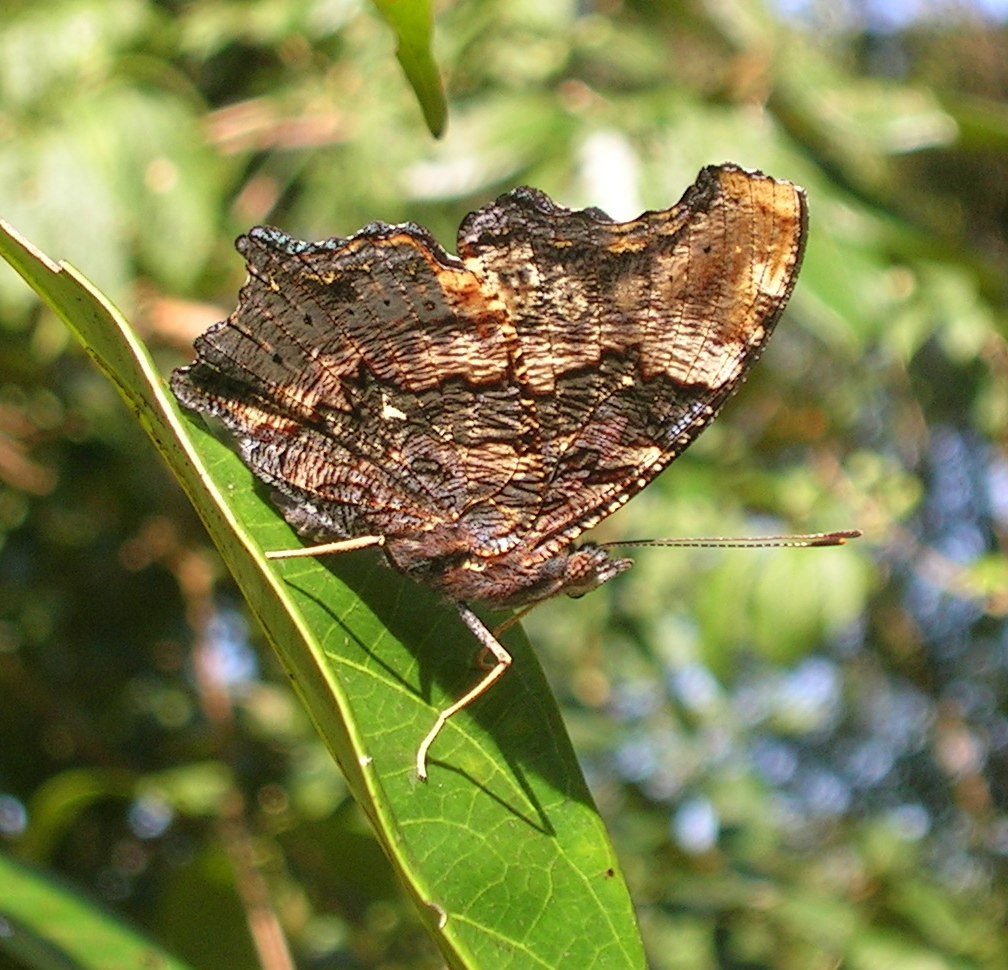
날개를 접으면 나뭇잎처럼 위장할 수 있다.
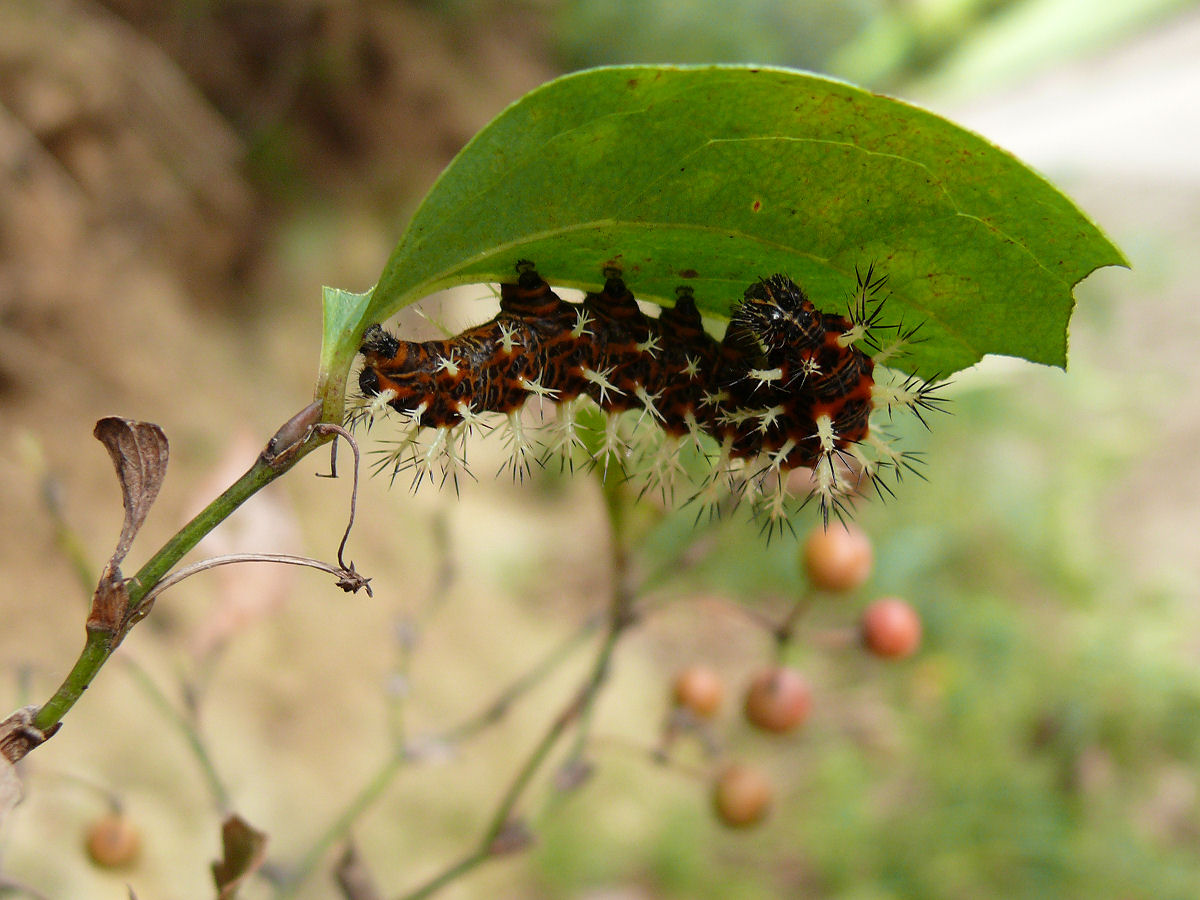
애벌레